# L'ultimo saluto di Sherlock Holmes
L'ultimo saluto di Sherlock Holmes (His Last Bow, 1917) è una raccolta dei racconti, editi originariamente sullo Strand Magazine, scritti da Arthur Conan Doyle e con protagonista il suo personaggio più famoso, Sherlock Holmes.
Come lo stesso titolo lascia intendere, dovevano essere gli ultimi, ma a causa delle pressione dei lettori a questo gruppo di racconti ne seguì un ultimo gruppo di dodici, poi riunito sotto il titolo di Il taccuino di Sherlock Holmes. Dalla nota introduttiva, vergata dallo stesso Watson, assistente, amico e biografo di Holmes, si scopre che il detective si è ritirato in pensione in una località a cinque miglia da Eastbourne "dove passa il suo tempo dedicandosi alla filosofia e all'agricoltura". La sua decisione è stata praticamente irremovibile, salvo che per l'ultimo racconto, in cui, insieme a Watson, aiuta il governo britannico durante la prima guerra mondiale. Gli altri casi sono invece tratti dalla cartella personale del dottore, utilizzati per completare la raccolta. Watson afferma che il primo racconto è ambientato nel 1892, ovvero durante il periodo in cui si credeva Holmes defunto.

## I racconti
Di seguito l'elenco degli otto racconti. Tra parentesi è riportato il titolo originale.
- L'avventura di Wisteria Lodge (The Adventure of Wisteria Lodge)
- L'avventura della scatola di cartone (The Adventure of the Cardboard Box)
- L'avventura del Cerchio Rosso (The Adventure of the Red Circle)
- L'avventura dei progetti Bruce-Partington (The Adventure of the Bruce-Partington Plans)
- L'avventura del detective morente (The Adventure of the Dying Detective)
- La scomparsa di Lady Frances Carfax (The Disappearance of Lady Frances Carfax)
- L'avventura del piede del diavolo (The Adventure of the Devil's Foot)
- L'ultimo saluto. Un epilogo (His Last Bow)

### L'avventura del Wisteria Lodge
John Scott Eccles chiede aiuto a Holmes per essere scagionato dall'accusa dell'omicidio di Luigi Garcia. Eccles era stato invitato a trascorrere un periodo a casa di Garcia, il Whisteria Lodge, a Esher nel Surrey. Durante il soggiorno, il padrone di casa aveva ricevuto un biglietto, e dopo essersi allontanato nel cuore della notte, era stato trovato morto. Indagando nei dintorni Holmes trova un palazzo abitato da potenziali sospetti, il signor Henderson, il cameriere Lucas e Burnet, la governante. Holmes pensa che l'autore del biglietto sia la signorina Burnet e lascia un uomo a sorvegliare il palazzo. La spia, dopo aver visto i sospettati allontanarsi dalla casa con la signorina Burnet, la aiuta a fuggire, portandola nell'hotel dove risiedono Holmes e Watson. La signora Burnet spiega che il signor Henderson in realtà è un ex dittatore sudamericano, conosciuto come don Murillo, la tigre di san Pedro, e che Lucas è il suo segretario Lopez. La signorina Burnet e Garcia lo cercavano per vendicarsi dei torti subiti durante la dittatura, quindi la donna si era introdotta in casa per avere informazioni. Mentre Burnet tentava di scrivere a Garcia era stata scoperta da Lucas, che aveva deciso di spedire lo stesso il biglietto e tendergli una trappola. Murillo aveva aspettato Garcia sulla strada per la villa e lo aveva ucciso brutalmente. I due uomini riescono a fuggire, ma pochi mesi dopo vengono assassinati a Madrid, probabilmente dallo stesso gruppo di oppositori di cui facevano parte Burnet e Garcia.

### L'avventura della scatola di cartone
A Croydon si scatena un putiferio, quando miss Susan Cushing riceve un macabro pacco postale: una scatola contenente sale grosso e due orecchie umane, una maschile e una femminile. L'Ispettore Lestrade ritiene inizialmente che si tratti di uno scherzo, opera di tre studenti di medicina che la signora aveva sfrattato da casa sua. Holmes invece sa di trovarsi di fronte a un vero crimine: uno studente, avendo accesso a una sala autoptica, avrebbe usato qualcosa di più adeguato del sale per conservare i resti; le orecchie erano state tagliate con uno strumento male affilato; l'indirizzo presentava una correzione, indice di scarsa familiarità con i luoghi e di malcelata ignoranza; infine il nodo dello spago sul pacco era tipico dei marinai. Holmes definisce il caso semplice, al punto da non gradire che il suo nome sia collegato con esso. Una breve conversazione con miss Cushing, un telegramma per Liverpool e poche osservazioni gli permettono di risolvere la questione in meno di un giorno. Il pacco è indirizzato a una delle due sorelle di Susan, Sarah Cushing, la quale aveva tentato di sedurre suo cognato, Jim Browner, sposato con l'altra sorella, Maria Cushing. In seguito al rifiuto dell'uomo Sarah aveva tentato in ogni modo di causare la fine del matrimonio fra Maria e Jim, e i suoi tentativi andarono a buon fine, poiché Maria iniziò una relazione extraconiugale con un giovane di nome Fabrian, presentatole dalla sorella. Jim, scoperto il tradimento della moglie e accecato dalla rabbia, uccise lei e il suo amante e inviò la scatola a Sarah per farle capire le conseguenze delle sue azioni. 

### L'avventura del Cerchio Rosso
La signora Warren, proprietaria di un affittacamere, si reca da Holmes per riuscire a scoprire l'identità di un suo inquilino. L'uomo aveva affittato una stanza offrendo una cospicua somma di denaro, a patto che nessuno fosse entrato a disturbarlo, e dal giorno del suo insediamento nessuno lo aveva più visto. Il detective scopre che l'inquilino riceve delle comunicazioni dall'esterno tramite degli annunci sul giornale, dai quali si intuisce che c'è un misterioso pericolo che grava su di lui. Holmes e Watson decidono di recarsi a casa della signora Warren e, grazie a un gioco di specchi, riescono a vedere l'inquilino: esso però non è lo stesso uomo che ha affiatato la camera, ma una giovane donna di bell'aspetto. Appostati fuori dal palazzo dell'affittacamere, Holmes e Watson vedono dei segnali luminosi provenienti dal palazzo vicino, che il detective interpreta come segnali di allarme. I due amici decidono di recarsi all'interno del palazzo, ma vengono bloccati dall'ispettore Gregson, giunto sul posto in compagnia di un poliziotto americano. I due poliziotti sono sulle tracce di Giuseppe Gorgiano, un famigerato assassino facente parte della setta dei Carbonai, e si sono appostati al di fuori del palazzo per riuscire a catturarlo all'uscita. Sotto consiglio di Holmes, i poliziotti irrompono nel palazzo e trovano Giuseppe Gorgiano morto assassinato. Sarà l'inquilina della signora Warren, Emilia Lucca, a spiegare il mistero. La donna italiana, fuggita in America col marito, Gennaro Lucca, racconta che il suo compagno era riuscito a fare fortuna dopo aver salvato la vita a un ricco italiano di nome Tito Castalotte, che gli aveva poi offerto lavoro nella sua ditta. Gennaro in passato era entrato a far parte dei Carbonai, ma aveva deciso di abbandonarli e fuggire in America, dove aveva rincontrato il suo paesano Giuseppe Gorgiano, che lo aveva obbligato a riprendere a partecipare alle riunioni. Giuseppe Gorgiano si era poi innamorato di Emilia e per questo, durante una riunione dei Carbonai, aveva fatto in modo che Gennaro fosse estratto a sorte per uccidere Tito Castallotte, colpevole di non aver ceduto ai ricatti della setta. L'estrazione avveniva pescando da un sacchetto dei dischi: quello con un cerchio rosso avrebbe decretato il prescelto. Gennario e Emilia decisero quindi di scappare a Londra, ma vennero inseguiti da Gorgiano, intenzionato a vendicarsi. Il colpevole dell'omicidio è dunque Gennaro, che vedendosi scoperto dal suo inseguitore lo aveva ucciso per salvare la vita di sua moglie Emilia.

### L'avventura dei progetti Bruce-Partington
Mycroft Holmes chiede aiuto a Sherlock per risolvere un serio affare di stato. I piani per la costruzione del sottomarino Bruce-Partington sono stati rubati e poi ritrovati parzialmente sul cadavere di Arthur Cadogan West, impiegato statale, ucciso nei pressi dei binari della metropolitana di Aldgate. Le uniche persone in possesso della chiave della cassaforte erano Sir James Walter e Sidney Johnson, due uomini al di sopra di ogni sospetto. Il detective, giunto sul luogo del delitto, ipotizza che Arthur sia stato buttato dal tetto del treno, e decide di interrogare sia i possessori delle chiavi sia la fidanzata di Arthur, Violet. Prima dell'arrivo di Holmes e Watson però Walter viene trovato morto, apparentemente per il dispiacere causato dal furto. Mycroft fornisce a Holmes l'elenco delle maggiori spie che si trovano a Londra: fra queste solo Hugo Oberstein risiede nei pressi del binario. Nella notte Watson e Holmes tentano un'effrazione a casa della spia trovando segni del passaggio del corpo di Arthur West. Oberstein aveva già lasciato il paese, ma nella casa Holmes ritrova dei giornali attraverso i quali la spia comunicava con il traditore, per questo decide di pubblicare un annuncio per dare appuntamento al colpevole, che si rivela essere il colonnello Valentine Walter, fratello di James Walter. L'uomo aveva pesanti debiti in Borsa, per questo si era rivolto a Oberstein per vendere i piani del sottomarino; Arthur West insospettito lo aveva seguito ed era stato ucciso dalla spia.

### L'avventura del detective morente
Watson viene avvisato dalla signora Hudson delle precarie condizioni di salute di Holmes e si reca a 221B Baker Street, dove trova il detective morente, probabilmente affetto dalla febbre di Tapanuli. Holmes non vuole farsi visitare per paura di contagiare la malattia all'amico e pare delirare quando impedisce a Watson di toccare una scatola d'avorio presente sul camino. Il detective, in un barlume di lucidità, chiede a Watson di andare a chiamare il signor Culverton Smith, esperto di malattie orientali, raccomandandosi di non tornare a Baker Street con la stessa carrozza del guaritore. Smith decide di andare a visitare Holmes, nonostante non ci vada d'accordo, perché il detective lo aveva indagato per un caso di omicidio. Watson, seguendo il consiglio dell'amico, torna a Baker Street su un taxi, riuscendo ad arrivare per primo. Holmes chiede a Watson di rimanere nascosto nella stanza e poco dopo riceve l'attesa visita di Smith, il quale non sembra intenzionato a curare il detective, anzi confessa di aver ricoperto la scatola di avorio coi germi della malattia e di aver ucciso nello stesso modo anche suo nipote Victor. Holmes, morente, chiede all'assassino di aumentare la luce, e questi ubbidisce, ma subito dopo nella stanza irrompe l'ispettore Morton, che aveva concordato il segnale con Holmes. Smith viene quindi condannato per l'omicidio di suo nipote e Holmes rivela di aver solo finto il malessere.

### La scomparsa di Lady Frances Carfax
Holmes viene contattato da Susan Dobney per indagare sulla scomparsa di Lady Frances Carfax. Susan era la governante della donna e solitamente si teneva in contatto con lei tramite lettera; dopo un viaggio in Svizzera però l'anziana signorina era scomparsa senza lasciare traccia. Watson viene mandato a Losanna per indagare sul caso, e giunto nell'hotel in cui alloggiava la donna, interroga il capo cameriere Jules Vibart, dal quale apprende che Lady Carfax aveva lasciato l'hotel per sfuggire a un uomo misterioso. Watson scopre che la donna si era recata a Baden, dove aveva conosciuto i coniugi Shlessinger, coi quali era tornata a Londra. Prima di lasciare la Svizzera, Watson si reca a Montpellier, a trovare la ex cameriera di Lady Carfax, Maria Devine. Durante la chiacchierata i due scorgono dalla finestra l'uomo misterioso, e Watson si precipita sulla strada, ma questo tenta di strangolarlo: solo il provvidenziale intervento di Holmes riuscirà a salvarlo. Holmes rivela l'identità dell'aggressore, Philip Green che, innamorato della signorina Carfax, si era messo sulle sue tracce. Ovviamente Holmes ha già risolto il mistero: la facoltosa donna era incappata in due truffatori, la cui occupazione era quella di impossessarsi degli averi delle ricche signore dopo averle uccise, e per questo decide di precipitarsi nuovamente a Londra per salvare Lady Carfax. A Londra il detective si mette sulle tracce dei truffatori, l'australiano Henry Peters e l'inglese Mrs Fraser, riuscendo a rintracciare quest'ultima presso un'agenzia di pompe funebri, dove aveva commissionato un funerale per il giorno dopo alle otto. Holmes teme che nella cassa possa esserci lady Carfax, perciò si reca all'indirizzo dei truffatori, ma all'interno trova solo il corpo di una vecchia signora, presunta bambinaia della signora Fraiser, morta di vecchiaia. Nonostante il fallimento Holmes non si dà per vinto e decide di recarsi al funerale il giorno successivo, per esaminare nuovamente la bara, che ai suoi occhi appariva troppo grande. Dopo aver fatto aprire la cassa, all'interno trova il corpo di Lady Carfax, stordita dal cloroformio. La ricca donna viene fatta risvegliare, ma i due truffatori riescono a darsi alla fuga.

### L'avventura del piede del diavolo
Nella primavera del 1897 Sherlock Holmes e il dottor Watson si trovano in Cornovaglia quando, una mattina, Mortimer Tregennis, un signorotto del luogo, e Mr. Roundhay, il parroco, riferiscono a Holmes che i fratelli di Tregennis, George e Owen, sono improvvisamente impazziti e la sorella Brenda è morta, apparentemente di terrore. Tregennis era andato a trovarli nel loro villaggio la sera prima, e il giorno seguente li aveva trovati in quello stato. Holmes viene a sapere di un contenzioso tra i fratelli e Tregennis , ma quest'ultimo spiega che tutto è stato sistemato. Nel frattempo il Dr. Leon Sterndale si reca da Holmes per conoscere gli sviluppi del caso; l'uomo, famoso cacciatore, esploratore, nonché amico di Brenda, ha interrotto la sua partenza per l'Africa per tornare al villaggio non appena gli è giunta la notizia della tragedia. Il mattino seguente anche Mortimer Tregennis viene trovato morto come la sorella. Dopo aver perquisito la stanza, Holmes capisce che le morti sono dovute alla tossicita' della combustione di un veleno, detto Radice del piede del diavolo i cui residui vengono rinvenuti da Holmes nel camino della stanza dei fratelli e nella lampada della camera di Mortimer. Holmes decide di provarlo sulla sua stessa pelle, comprando una lampada e facendo bruciare il veleno ritrovato nella stanza di Mortimer. Watson e Holmes rischiano di morire durante l'esperimento, ma Watson, trascinando lui e Holmes fuori dalla stanza, salva entrambi. Dopo non molto vengono raggiunti nel giardino dal signor Sterndale, il celebre cacciatore di leoni; l'esploratore, dopo essere stato accusato da Holmes di essere il colpevole dell'omicidio di Tregennis, confessa: Tregennis gli aveva rubato il veleno per uccidere la sua sorella ed i fratelli, e lui, essendo innamorato di Brenda aveva deciso di vendicarla. Holmes concede all'uomo di ripartire per l'Africa, senza denunciarlo all'ispettore suo amico Lestrade

### L'ultimo saluto. Un epilogo
Il racconto si svolge il 2 agosto 1914, il giorno prima della dichiarazione di guerra fra Inghilterra e Germania, ed è l'unico, in questa raccolta, raccontato in terza persona e non con la solita voce cronista di Watson. La spia tedesca Von Bork si trova a casa sua con un amico, il barone Von Heling. Von Bork è in possesso di numerosi documenti strategici, e quella sera attende la visita di un informatore che gli promette altre carte importantissime. Von Heling decide di andarsene e Von Bork rimane solo in casa con la domestica Martha, che va a dormire spegnendo la luce. Poco dopo giunge l'informatore, un irlandese americano di nome Altamont, che consegna i documenti a Von Bork. Dopo aver pagato 500 sterline, Von Bork visiona i documenti che si rivelano essere un manuale di apicoltura. Von Bork viene assalito dal finto informatore, Sherlock Holmes, che lo addormenta con il cloroformio. Il famoso detective dopo essersi ritirato nel 1904 per dedicarsi all'apicoltura presso le South Downs, era stato chiamato dal governo britannico per smascherare una rete di spie.

## Edizioni
- Arthur Conan Doyle, L'ultimo saluto di Sherlock Holmes, Grandi Gialli, Rusconi Libri, 2011,  p. 224, ISBN 978-88-18-02761-7.
- Arthur Conan Doyle, Tutto Sherlock Holmes, I Mammut, Newton Compton, 2009, ISBN 88-541-1367-0.